# Civilization IV
Civilization IV (pełna nazwa Sid Meier’s Civilization IV) – komputerowa strategiczna gra turowa wyprodukowana przez amerykańskie studio Firaxis Games i wydana przez Take-Two Interactive. Jej premiera odbyła się w 2005 roku na platformach Microsoft Windows i macOS. Jest to czwarta część serii gier komputerowych Civilization.
W Civilization IV gracz przejmuje kontrolę nad wybraną przez siebie cywilizacją, dążąc na przestrzeni tysiącleci do panowania nad losowo generowanym światem. Cel ten osiąga się poprzez zakładanie i rozbudowę miast, które wytwarzają technologie, kumulują przychody państwa oraz służą do produkcji jednostek i wznoszenia budowli. W miarę rozwoju rozgrywki gracz styka się z konkurencyjnymi cywilizacjami, z którymi może zawierać układy dyplomatyczne, ale też toczyć wojny. W stosunku do poprzednich części serii Civilization IV została rozbudowana o całkiem nowe elementy, na przykład system wielkich ludzi, możliwość szerzenia religii czy też ustanawiania ustroju poprzez kombinację opcji obywatelskich.
Pracami nad Civilization IV kierował główny projektant Soren Johnson, współautor Civilization III. W ich trakcie studio dokonało adaptacji zasad gry do środowiska trójwymiarowego przy użyciu silnika Gamebryo. Po premierze gra spotkała się z entuzjastycznym przyjęciem przez krytyków, zdobywając szereg nagród i wyróżnień. Do marca 2008 roku sprzedano 3 miliony egzemplarzy Civilization IV, która została rozszerzona o dodatki Warlords, Beyond the Sword i Colonization. Dodatek Colonization uruchamiał się jako oddzielna gra i nie wymagał posiadania zainstalowanej Civilization IV.

## Rozgrywka

### Świat gry i pola
W Civilization IV gracz staje na czele wybranej przez siebie cywilizacji, kierując nią na przestrzeni tysiącleci. Akcja gry zwykle rozpoczyna się 4000 lat p.n.e., a zadaniem gracza jest zbudowanie potężnego imperium, co odbywa się poprzez odkrywanie nowych ziem, zakładanie i rozbudowę miast, wynajdywanie nowych technologii oraz walkę bądź rywalizację dyplomatyczną z innymi cywilizacjami. Dostępnych jest 18 cywilizacji różniących się startowymi technologiami oraz jednostkami specjalnymi. Każda z cywilizacji ma co najmniej jednego historycznego przywódcę.
Civilization IV jest strategiczną grą turową. Rozgrywka w niej podzielona jest na tury, podczas których gracze wykonują kolejno swoje ruchy. Rozgrywka toczy się w trójwymiarowym środowisku (po raz pierwszy w serii), z reguły na losowo generowanej trójwymiarowej mapie, która dzieli się na kwadratowe pola symbolizujące różne rodzaje terenu. Mapę można przybliżać, oddalać oraz obracać.
Pola w grze różnią się pod względem ukształtowania terenu, determinującego szybkość przemieszczania się jednostek, premię do obrony oraz wartość danego obszaru. Ta ostatnia jest określona przez liczbę punktów handlu, żywności oraz produktywności. Punkty handlu warunkują ilość jednostek złota, jakie mogą wpłynąć do budżetu państwa. Punkty żywności wpływają na stopień wyżywienia miast, natomiast punkty produktywności przeznaczane są do produkcji jednostek oraz budynków. Na danych polach mogą znajdować się bogactwa naturalne (zwierzęta, surowce, rośliny uprawne itp.), które po eksploatacji przynoszą dodatkowe modyfikatory do wartości pól. Ogólnie rzecz biorąc, wykorzystanie surowców przynosi dodatkowe punkty produkcji, hodowla zwierząt – punkty żywności, natomiast produkcja towarów luksusowych i eksploatacja kruszców przyczynia się do wzrostu liczby punktów handlu.
Generowanie surowców na mapie zostało poprawione w stosunku do poprzednich części serii. Aby ułatwić graczom rozgrywkę, twórcy gry zdecydowali się na generowanie strategicznych zasobów naturalnych w zasięgu każdego z graczy. Samymi surowcami gospodaruje się inaczej niż w Civilization III, w której gracz mógł budować tylko farmy i kopalnie – gracz uzyskał dostęp do około 20 różnych ulepszeń zwiększających wartość terenu, dedykowanych różnym rodzajom zasobów i terenów. Przykładowo na wzgórzach bez surowców można wznieść wiatrak lub kopalnię, ale z kolei tylko na terenach zasiedlonych przez zwierzęta hodowlane można zbudować pastwisko. Do innych kluczowych ulepszeń należą wyżej wymienione farmy, zakładane na terenach przyległych do rzek i jezior; przysiółki zwiększające liczbę punktów handlu i rozrastające się do przedmieść; warsztaty budowane na terenach płaskich; a także tartaki zakładane w lasach. Większość ulepszeń budowana jest przy użyciu jednostki robotnika, który odpowiada również za tworzenie szlaków komunikacyjnych na lądzie. Budową ulepszeń na polach morskich zajmują się statki.

### Jednostki
W Civilization IV gracz kieruje jednostkami – obiektami zdolnymi do poruszania się po mapie. Istnieją dwa rodzaje jednostek – cywilne, na przykład robotnicy, osadnicy lub misjonarze, oraz wojskowe. Te ostatnie są charakteryzowane przez liczby: punktów ruchu oraz skuteczności bojowej (im większa, tym dana jednostka potężniejsza). Jednostki wojskowe różnią się specjalizacją według różnych ich rodzajów. Przykładowo jednostki zwiadowcze poruszają się szybciej po mapie gry niż inne. Łucznicze oraz używające proch stanowią głównie siłę obronną dla miast. Jednostki walczące w starciu bezpośrednim występują we wczesnej fazie gry i stanowią wówczas główną siłę szturmową. Machiny oblężnicze, których rola w stosunku do poprzednich części serii wzrosła, mogą bombardować grupę jednostek wroga oraz osłabiać obronę wrogich miast. Oprócz nich istnieją bardziej zaawansowane maszyny, na przykład jednostki morskie, pancerne oraz latające. Poszczególne odmiany jednostek ponadto dysponują specjalnymi modyfikatorami do walki przeciwko określonym formacjom wroga. Każdy gracz może zmieścić dowolną liczbę jednostek na jednym polu, co powoduje ich wzajemną ochronę w trakcie ataku przeciwnika.

### Miasta
Istotną rolę w Civilization IV odgrywają miasta, które odpowiadają za produkcję jednostek i powstawanie budynków, a także generują wpływy do budżetu. Miasta są zakładane przez jednostki osadników. W miarę rozwoju okolicznych terenów w miastach wzrasta liczba mieszkańców. Wzrost ten jest ograniczony jednak przez dostępną ilość żywności oraz dwa wskaźniki – zdrowia i zadowolenia. Pierwszy z nich obrazuje ilość punktów zdrowia i choroby; punkty zdrowia miasto zdobywa wraz z budową szpitali i akweduktów, natomiast punkty choroby – w przypadku wzrostu liczby mieszkańców oraz budowy obiektów takich jak kuźnie i fabryki. Podobnie funkcjonuje wskaźnik zadowolenia, prezentujący pozytywne i negatywne nastawienie obywateli do państwa. Punkty tego pierwszego zdobywa się poprzez krzewienie wiary państwowej, budowę świątyń, koloseów oraz posiadanie luksusowych bogactw naturalnych; negatywne nastawienie pojawia się między innymi wraz z wybuchem wojen i wzrostem liczby mieszkańców. Przewaga negatywnych czynników w obu wskaźnikach powoduje paraliż miasta i głód.
W kwestii zarządzania miastami zdecydowano się na rezygnację z systemu zanieczyszczenia środowiska, który dla graczy był uciążliwy. Zintegrowano go z systemem punktów zdrowia dla uproszczenia rozgrywki. Gracze stracili także istniejącą w Civilization III możliwość przenoszenia zużytych punktów produkcji do innego miasta. Redukcja elementów mikrozarządzania doprowadziła także do wprowadzenia kosztów utrzymania cywilizacji, wzrastających wraz z każdym założonym miastem, co miało w założeniu doprowadzić do zaprzestania przez graczy masowego tworzenia osadników.
W miastach oprócz budynków można wznosić także cuda, czyli specjalne budowle przynoszące dodatkowe korzyści miastu lub całej cywilizacji. Dzielą się one na cuda świata i cuda narodowe. Cuda świata stanowią kilkadziesiąt zróżnicowanych budowli (w tym siedem cudów świata), które może wybudować tylko jeden gracz i które dają specjalne opcje lub modyfikatory kilku miastom lub całej cywilizacji. Z kolei cuda narodowe, których istnieje kilkanaście, może wybudować każdy gracz, ale tylko jeden w całym państwie; ich wzniesienie przynosi korzyści jedynie miastu, na terenie którego się pojawiły
Każda cywilizacja ma granice terytorialne, wyznaczone przez aktualny poziom kultury w miastach. Im bardziej kulturowo jest rozwinięta cywilizacja, tym większy jest rozmiar państwa; w przypadku, gdy dwa państwa stykają się ze sobą granicami, o kontroli nad granicznymi polami decyduje kultura graniczących ze sobą miast. Czynnik kulturowy odgrywa większą rolę niż w Civilization III, gdyż przewaga kulturowa może zadecydować o przejęciu miasta przeciwnika. W Civilization IV wrogowie gracza stracili możliwość przechodzenia przez jego granice w czasie pokoju.
Nowością w serii, wprowadzoną w Civilization IV, jest system wielkich ludzi. Odpowiednio rozwinięte miasto może wykorzystać pewną liczbę mieszkańców jako specjalistów, którzy oprócz bonusów do produkcji, bogactwa, kultury bądź badań naukowych (w zależności od profesji) wytwarzają punkty wielkich ludzi. Gdy zostanie zdobyta odpowiednia liczba punktów, gracz otrzymuje wielkiego człowieka, którego może wykorzystać do stworzenia dzieła lub specjalnego budynku, wynalezienia technologii, bądź zatrudnić jako superspecjalistę przypisanego na stałe do miasta. Konsekwencją tego jest specjalizacja miast, które gracz może ukierunkować na przykład na wytwarzanie produkcji bądź handel.

### Technologie
Z dochodów z miast finansowany jest rozwój technologii, które dają danej cywilizacji dostęp do nowych jednostek, budowli, opcji dyplomatycznych, opcji obywatelskich, ulepszeń czy też religii. Gracz może do woli wybierać ścieżkę rozwoju, koncentrując się na wyborze konkretnych technologii w celu planowania sposobu osiągnięcia zwycięstwa. Przyspieszanie badań technologicznych następuje poprzez budowę bibliotek oraz innych placówek naukowych, specjalizację naukową mieszkańców, dobór odpowiednich opcji obywatelskich lub zwiększanie punktów handlu generowanych w poszczególnych miastach. W stosunku do poprzednich części serii drzewo technologii uległo przebudowie tak, aby zawierać w sobie wszystkie ważniejsze osiągnięcia człowieka. Ponadto umożliwiono graczowi osiągnięcie danego wynalazku na różne sposoby; na przykład wynaleźć rakiety można, uprzednio osiągając technologię lotu lub artylerii.

### Opcje obywatelskie
W Civilization IV pojawił się po raz pierwszy system opcji obywatelskich. Umożliwia on graczowi zbudowanie własnego ustroju państwowego poprzez wybranie po jednym elemencie z pięciu grup opcji: rządowych, prawnych, związanych z pracą, gospodarczych oraz religijnych. Przykładem wśród opcji rządowych jest wprowadzenie despotyzmu, władzy dziedzicznej, demokracji, państwa policyjnego lub wyborów powszechnych. Kolejne opcje uaktywniają się wraz z rozwojem technologicznym i przynoszą modyfikatory do rozmaitych aspektów rozwoju cywilizacji. Przykładowo wprowadzenie demokracji ustanawia dodatkowe zadowolenie w największych miastach oraz przyspieszenie rozwoju technologicznego w przypadku posiadania specjalistów; z kolei ustanowienie wolności słowa przynosi bonusy do złota oraz kultury.

### Religie
Wśród nowości wprowadzonych do serii znajdują się religie. Gracz może wynaleźć jedną z siedmiu głównych religii świata (buddyzm, hinduizm, judaizm, chrześcijaństwo, islam, konfucjanizm, taoizm), co daje mu liczne korzyści, na przykład możliwość zwiększenia liczby punktów zadowolenia w miastach oraz (w przypadku posiadania świętego miasta) dodatkowe wpływy do budżetu. Religie można rozszerzać na inne miasta przy użyciu jednostek misjonarzy, którzy są szkoleni w klasztorach.

### Dyplomacja i wojna
Gracz podczas rozgrywki musi wykazać się umiejętnościami dyplomatycznymi. Kierowani przez komputer konkurencyjni przywódcy mają bowiem różne osobowości: jedni dążą do wojny, inni wolą bardziej pokojowe rozwiązania. Komputerowi przywódcy preferują zawieranie umów dyplomatycznych z cywilizacjami o tej samej religii lub o tych samych opcjach obywatelskich. Od tego zależy możliwość zawierania umów dyplomatycznych, gdyż komputerowi przywódcy mogą odmówić prowadzenia wszelkich rozmów.
W miarę postępu w grze gracz może zawierać z co bardziej przychylnymi konkurentami umowy handlowe, na przykład wymianę bogactw naturalnych i złota, otwarcie granic czy też wymianę technologii lub map. Danego przywódcę można skłonić do narzucenia jego cywilizacji religii lub opcji obywatelskich. W przypadku przyjaźni między narodami można z czasem zawrzeć pakt obronny lub nawet wieczysty sojusz, natomiast wzajemna nienawiść niekiedy prowadzi do wojny; gracze podczas działań wojennych mają do dyspozycji szerokie możliwości dyktowania warunków pokoju, wliczając zmuszenie wroga do przyjęcia nowej religii lub sporej kontrybucji.
Walka polega na tym, że atakująca jednostka wkracza na pole zajęte przez innego gracza. Wynik starcia jest określany przez komputer na podstawie czynników takich jak skuteczność bojowa obu jednostek oraz bonusy obronne dla danego terenu. W stosunku do poprzednich części serii jednostki bojowe zostały pozbawione pasków życia oraz podziału na punkty ataku i obrony, zyskując jednolity wskaźnik punktów życia. Ponadto umożliwiono jednostkom na wzór gier fabularnych zdobywanie doświadczenia, co skutkuje możliwością awansu oraz wyborem modyfikatora specjalizującego jednostkę, na przykład w obronie miast lub w walce z określonymi rodzajami wrogich sił.
Z wojną wiąże się niekiedy zdobywanie miast. Miasta w przypadku oblężenia mają do dyspozycji modyfikatory obronne, generowane przy uwzględnieniu poziomu rozwoju kultury oraz budowli obronnych takich jak mury, zamki czy też bunkry. Zdobyte po szturmie miasta obciążają jednak państwo pod względem kosztów utrzymania.

### Cel rozgrywki i możliwości modyfikacji świata gry
Gracz może wygrać grę na sześć sposobów. Pierwszym jest po prostu podbój wszystkich miast należących do przeciwników. Drugim – zwycięstwo dyplomatyczne, osiągnięte na drodze głosowania po zbudowaniu Organizacji Narodów Zjednoczonych, po którym gracz otrzymuje stanowisko sekretarza generalnego. Trzecim sposobem zwycięstwa jest wygrana w wyścigu o podbój kosmosu, co osiąga się poprzez budowę wszystkich komponentów wymaganych do budowy rakiety kosmicznej. Gracz może zwyciężyć także wtedy, gdy podczas ostatniej tury osiągnie najwyższą liczbę punktów, gdy jego cywilizacja będzie miała znaczącą przewagę nad konkurentami pod względem obszaru i populacji lub gdy cywilizacja posiada trzy miasta o kulturze na poziomie najwyższym (legendarnym). W przypadku trzech dołączonych do gry scenariuszy (American Revolution, Desert War i Greek World) gracz ma do wykonania określone cele, na przykład utrzymanie kluczowych miast bądź pokonanie komputerowych cywilizacji.
Dostępne są trzy poziomy szybkości gry: normalny, szybki i epicki, różniące się liczbą tur do rozegrania przez gracza oraz szybkością rozwoju cywilizacji. Gracz może również ustawić parametry wpływające między innymi na rozmiar, ukształtowanie i rodzaj świata gry, a także ustawić jeden z dziewięciu poziomów trudności gry.

### Rozgrywka wieloosobowa
W Civilization IV zaimplementowano tryb rozgrywki wieloosobowej nie tylko przez PBeM i hot seat (jak w poprzednich częściach serii), ale też przez serwer GameSpy Arcade lub przez sieć lokalną; w kwestii samej mechaniki gry odebrano komputerowym cywilizacjom widok na całą mapę gry od początku rozgrywki. W ramach tury umożliwiono również graczom ruch jednostkami w czasie rzeczywistym. Rozgrywka w sieci odbywa się za sprawą serwera PitBoss, który zapisuje stan gry w przypadku jej opuszczenia przez jednego z graczy.

## Produkcja i wydanie

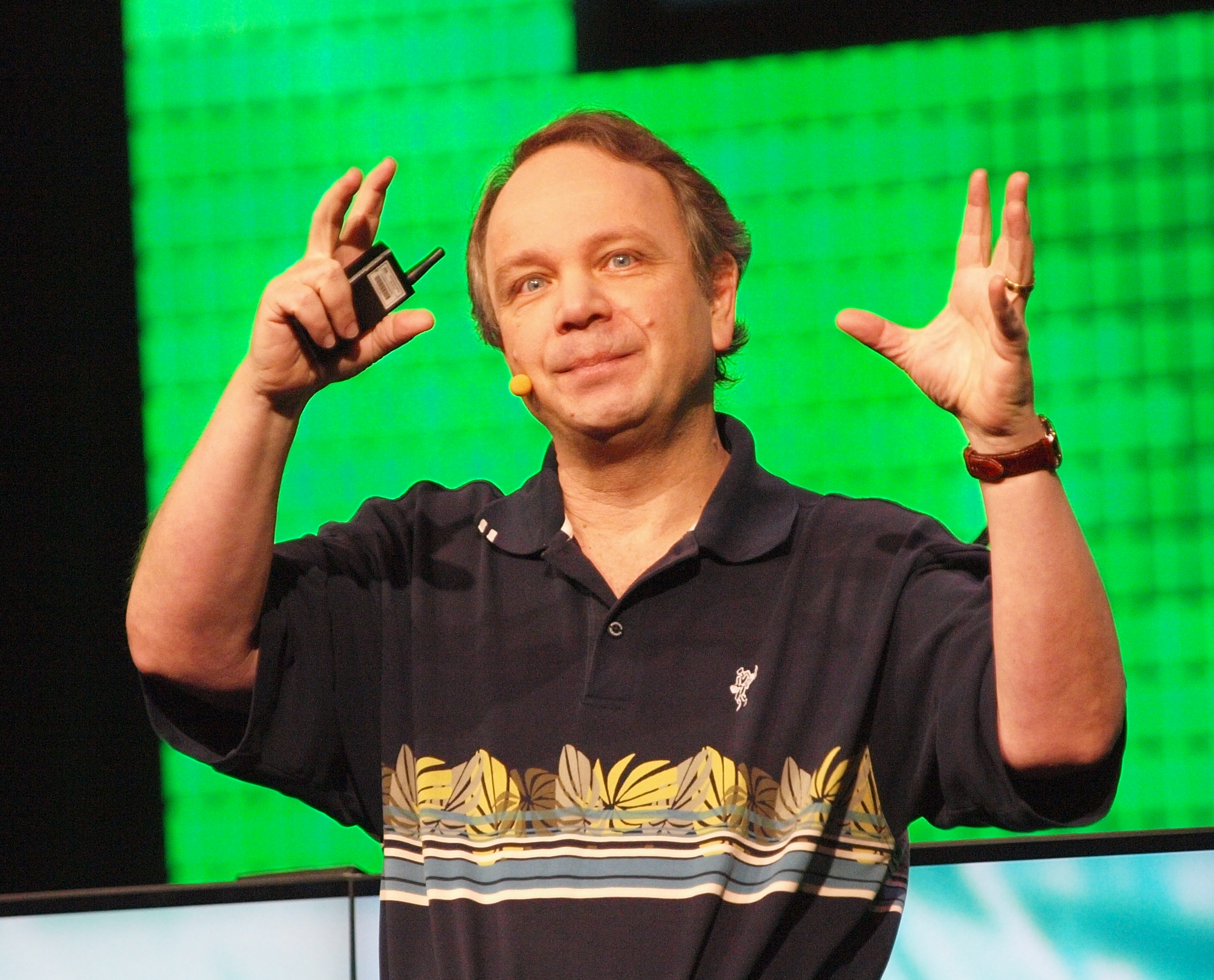
Dyrektor kreatywny projektu, Sid Meier, podczas konferencji Game Developers Conference w 2010 roku

Civilization IV została stworzona przez amerykańskie studio Firaxis Games. Po ukazaniu się Civilization III pracownicy studia otrzymali od miłośników serii liczne sugestie dotyczące produkcji kolejnej części serii. Twórcy zdecydowali się uwzględnić część z nich, jednakże starali się zachować własny styl przy jej produkcji.
Civilization IV została oficjalnie zapowiedziana 9 grudnia 2003 roku. Pracami nad grą kierował główny projektant Soren Johnson, który był również współtwórcą Civilization III. Głównym celem pracowników studia było zachowanie balansu między dwiema kwestiami: podejścia do realiów rozwoju cywilizacyjnego i czystą grywalnością. Dla ułatwienia graczom odnalezienia się w świecie gry twórcy zwiększyli liczbę dostępnych poziomów trudności. Johnson uprościł również zarządzanie jednostkami, po raz pierwszy w serii stosując rozwiązania charakterystyczne dla strategicznych gier czasu rzeczywistego, tzn. zaznaczania jednostek lewym przyciskiem myszy oraz wykonywania ruchów prawym przyciskiem. Usunięto też skomplikowany system zanieczyszczenia środowiska, zastępując go prostszymi wskaźnikami. Celem tych i podobnych uproszczeń było uczynienie gry bardziej przyjazną dla nowych użytkowników. Projektując Civilization IV, Johnson wzorował się na takich grach, jak Seven Cities of Gold, SimCity, Pirates!, Railroad Tycoon i pierwsza Civilization.
Johnson twierdził, że problem jego zespołowi sprawił wprowadzony po raz pierwszy system religii. Aby uniknąć oskarżeń o faworyzowanie jednej religii kosztem drugiej, twórcy zdecydowali, że wszystkie będą miały taki sam wpływ na cywilizację. Stąd jednakowe korzyści przynosi szerzenie islamu, chrześcijaństwa czy hinduizmu. Przyznano też graczom wpływ na szerzenie religii, choć w planach miały one rozprzestrzeniać się samodzielnie. Podczas projektowania Civilization IV studio pracowało też nad sztuczną inteligencją. Starszy producent Barry Caudill wspominał, że w testach wczesnej wersji gry brało udział 50–100 osób. Zwracano przy tym uwagę na stworzenie różnych osobowości poszczególnych przywódców, wykorzystanie przez komputer siły roboczej oraz logikę jego ruchów.
Zespół, któremu przewodził Johnson, musiał się zmierzyć z zadaniem przeniesienia zasad gry w trójwymiar. W tym celu przy projektowaniu gry użyto silnika Gamebryo, sprawdzonego przy produkcji remake’u Sid Meier’s Pirates. Sid Meier, twórca pierwszej części serii i dyrektor kreatywny projektu, zaznaczył, że Gamebryo sprawnie radzi sobie z pokazywaniem grafiki trójwymiarowej i użyciem shaderów. Świat wykreowany w Civilization IV tętni życiem, stąd też animowane są nie tylko postacie i jednostki w grze, ale też zwierzęta takie jak słonie. Animacji podlega w grze również woda, co jest odwzorowane szczególnie podczas biegu rzek. Silnik został zoptymalizowany pod kątem płynnego wyświetlania jak największych map w grze. Twórcy pod względem możliwości edycji kodu gry zdecydowali się również na wsparcie modyfikacji fanowskich, umożliwiając graczom zarówno edycję map (za pomocą World Buildera), jak i programowanie w języku XML oraz przy użyciu zestawu narzędzi software development kit. Tradycyjnie dla serii w grze została zawarta encyklopedia, zwana Civilopedią, która umożliwia graczowi zapoznanie się z jej zaawansowanymi tajnikami.
Oryginalną ścieżkę dźwiękową do gry stworzyli Jeffery L. Briggs oraz Mark Cromer, aczkolwiek użytych zostało wiele utworów autorstwa innych kompozytorów. Johnson na podstawie konsultacji osobiście dobierał muzykę do gry. Za narrację odpowiadał aktor Leonard Nimoy; początkowo narratorem miał być Patrick Stewart, ale nie był dostępny dla studia. Słyszalny w menu gry utwór „Baba Yetu” skomponował natomiast Christopher Tin. Johnson znał Tina ze studiów i zaproponował mu współpracę przy produkcji; ten pracował przez miesiąc nad słowami i muzyką do pieśni, po czym nagrał chór akademicki ze Stanford University. Dla kompozycji utworu z obrazem w menu wykorzystano animację Ziemi na tle Słońca.
24 listopada 2004 roku francuskie przedsiębiorstwo Infogrames, dotychczasowy posiadacz praw do marki Civilization, sprzedało owe prawa za 15,5 miliona euro. W styczniu 2005 roku okazało się, że markę wykupiła spółka Take-Two Interactive, która od tej pory była odpowiedzialna za wydanie Civilization IV. Nowy wydawca ogłosił pojawienie się Civilization IV na targach Electronic Entertainment Expo, a w sierpniu 2005 roku zapowiedział orientacyjną datę wydania gry na październik tego samego roku. Jednocześnie Take-Two ogłosiło, że gracze amerykańscy, którzy zamówią przedpremierowe wydanie gry, otrzymają jej specjalną wersję. W niej, oprócz samej gry, znalazły się ścieżka dźwiękowa, plakat z drzewem technologicznym oraz instrukcja.
14 października 2005 roku Take-Two Interactive opublikowało stronę internetową gry, natomiast 20 października trafiła ona do tłoczni. 25 października 2005 roku gra została wydana w Stanach Zjednoczonych, 4 listopada – w Europie, a 25 listopada ukazała się w Polsce w dystrybucji Cenegi Poland. 17 czerwca 2006 roku rozpoczęto sprzedaż gry w Japonii. Polska wersja gry została ponownie opublikowana w ramach reedycji w kwietniu 2006 roku. W opakowaniu znalazły się oprócz samej gry płyta z łatką polonizującą, instrukcja, poradnik do gry autorstwa Gry-Online oraz drukowane drzewko technologiczne.

## Odbiór gry

### Recepcja krytyczna
Po wydaniu Civilization IV spotkała się z entuzjastycznymi recenzjami krytyków. Recenzent brytyjskiej strony Eurogamer, Kieron Gillen, uznał ją za najlepszą grę strategiczną, w jaką grał w 2005 roku. Krytyk portalu 1UP.com, Garnett Lee, ocenił grę za doskonałe usprawnienie klasycznej, pierwszej części Civilization. Recenzenci zwracali uwagę na to, że Civilization IV jest dobrą pozycją zarówno dla początkujących graczy, jak i dla weteranów serii. Brytyjski magazyn „PC Zone” nazwał Civilization IV arcydziełem, a Łukasz Gajewski z polskiego portalu Gry-Online podsumował krótko: „gra jest wielka”.
Krytycy chwalili znaczące zmiany w rozgrywce w stosunku do poprzednich części serii. Andrew Park z portalu GameSpot stwierdził, że Civilization IV jest zarówno bardziej intuicyjna, jak i bardziej nastawiona na strategiczne myślenie. Jako przykład podał zmniejszenie elementów mikrozarządzania i równoczesne zwiększenie opcji dostępnych graczowi. Gillen za plus uznał zastąpienie punktów ataku i obrony jednolitą punktacją; jego zdaniem w połączeniu z systemem promocji zmusiło to graczy do zastosowania wyrafinowanych taktyk wojennych. Co do elementów walki, Butts narzekał jednak na dość absurdalne zdarzenia w rodzaju włóczników pokonujących czołgi.
Steve Butts z portalu IGN, Bryan Kosak ze strony GameSpy oraz Michael Tedeschi z pisma „The Washington Post” docenili w grze znacząco poprawiony interfejs, umożliwiający graczowi dostęp do licznych informacji oraz szybkiego ukazania na mapie wartości pól czy też lokalizacji surowców. Zarazem jednak Butts dopatrzył się pewnych mankamentów, mianowicie niezbyt wyraźnego informowania gracza o dokonaniach konkurencyjnych cywilizacji. Zdaniem Parka niedopracowane zostało wprowadzenie początkującego gracza w tajniki gry, gdyż Civilopedia i załączony samouczek nie ujawniają wszystkich ważniejszych elementów rozgrywki. Gillen zwrócił za to uwagę na sprawnie wprowadzone nowe elementy gry: religię i opcje obywatelskie. Szczególnie te ostatnie zostały docenione przez recenzenta Eurogamera ze względu na zapewnienie graczowi swobody w budowie ustroju. Kosak zaś pochwalił również tryb gry wieloosobowej, jego zdaniem działający dobrze i zapewniający graczom wygodę.
Za znaczącą zaletę gry recenzenci uznali również odnowioną oprawę audiowizualną. Kosak docenił zarówno przeniesienie gry w trójwymiar, jak i niezwykłą dbałość o szczegóły w postaci fal na oceanach oraz wagoników wjeżdżających i wyjeżdżających z kopalń. Steve Butts również był zachwycony animacją obiektów na mapie, chwaląc również filmy ukazujące produkcję poszczególnych cudów. Michael Graf z niemieckiego magazynu „GameStar” zauważył, że oprawa graficzna kryje w sobie również walory użytkowe, czytelnie informując gracza o stanie jego cywilizacji. Z aplauzem spotkała się także ścieżka dźwiękowa, szczególnie odtwarzany w menu gry utwór Christophera Tina „Baba Yetu” (przyrównywany przez recenzentów do muzyki z filmu Król lew) oraz narracja Leonarda Nimoya.

### Sprzedaż i nagrody
Civilization IV odniosła sukces komercyjny. W Stanach Zjednoczonych, na podstawie danych NPD Group, trzy miesiące z rzędu (w październiku, listopadzie i grudniu 2005 roku) zajmowała ona trzecie miejsce na liście najchętniej kupowanych gier komputerowych. Take-Two Interactive w marcu 2008 roku ogłosiło, że sprzedano 3 miliony sztuk owej gry.
Civilization IV zdobyła również liczne nagrody. Akademia Sztuk i Nauk Interaktywnych przyznała jej nagrodę dla najlepszej gry strategicznej roku. Portal IGN uhonorował grę nagrodami w kategoriach: Najlepsza gra roku na komputery osobiste, Najlepsza gra strategiczna na komputery osobiste oraz Najlepsza gra wieloosobowa na komputery osobiste, a także wyróżnieniem dla najlepszej gry roku na wszystkie platformy. Od portalu GameSpot Civilization IV dostała nagrody dla najlepszej gry strategicznej i gry roku na komputery osobiste, natomiast od strony GameSpy – w kategoriach: Najlepsza gra roku, Najlepsza gra na komputery osobiste oraz Najlepsza strategiczna gra turowa na komputery osobiste. Christopher Tin za utwór „Baba Yetu” został w 2010 roku dwukrotnie uhonorowany nagrodą Grammy. Czyni to Civilization IV pierwszą grą komputerową, z której utwór nagrodzono Grammy.
Civilization IV została umieszczona na 41. miejscu w rankingu IGN Top 100 Modern Video Games, a także sklasyfikowana na 2. pozycji na liście najlepszych 25 gier na komputery osobiste wszech czasów. Pismo „CD-Action” w 2006 roku umieściło dzieło Firaxis Games na 41. miejscu na liście najlepszych gier dziesięciolecia. Redaktor blogu Kotaku, Luke Plunkett, w 2013 roku ocenił Civilization IV jako najlepszą grę serii, na drugim miejscu plasując jej następczynię Civilization V.

## Dodatki
Do Civilization IV ukazały się trzy dodatki. Pierwszy z nich, Civilization IV: Warlords, miał premierę w 2006 roku i przyniósł szereg usprawnień do gry podstawowej. Dodanych zostało sześć nowych cywilizacji; wprowadzono również jednostkę wielkiego wodza, pojawiającego się w miarę sukcesów militarnych. Wielkich wodzów można wykorzystać jako przywódców armii gracza lub jako specjalistę w mieście. Ponadto gracz otrzymał możliwość wasalizacji innych państw, czyniąc je swoimi oddanymi sojusznikami. Warlords zawiera również kilka scenariuszy różniących się zasadami rozgrywki i celami stawianymi graczom.
Kolejne rozszerzenie pod nazwą Civilization IV: Beyond the Sword ukazało się w 2007 roku. Oprócz dziesięciu nowych cywilizacji przyniosło ono szereg dodatkowych scenariuszy oraz ulepszeń w rozgrywce. Wprowadzony został tryb zaawansowany, umożliwiający graczowi szybkie rozpoczęcie rozgrywki już rozbudowaną cywilizacją. Rozbudowie uległa kwestia szpiegostwa w grze, co umożliwiło wykorzystanie jednostek szpiegów do zróżnicowanych działań przeciwko wrogom. Gracz zyskał również możliwość tworzenia korporacji, które przynoszą znaczące bonusy miastom, w których mają one swoje filie. Twórcy gry zaimplementowali także system wydarzeń losowych – korzystnych bądź niekorzystnych dla państwa gracza.
W 2008 roku na bazie Civilization IV powstał trzeci dodatek i zarazem remake klasycznej gry Colonization pod nazwą Civilization IV: Colonization. Oprócz wprowadzenia silnika trójwymiarowego wniósł on niewiele zmian do oryginału, polegającego na zakładaniu kolonii w Nowym Świecie, jej rozbudowie i ostatecznej walce z metropolią. Dodatek ten nie wymagał posiadania wersji podstawowej.
Gra ponownie ukazała się na świecie 12 marca 2009 roku w ramach edycji Civilization IV: Complete Edition, zawierającej dodatki Warlords, Beyond the Sword i Colonization. Podobna reedycja została w Polsce wydana przez Cenegę w ramach serii wydawniczej Premium Games.